# Liverpool Sound Collage
Liverpool Sound Collage je studiové album anglického hudebníka Paula McCartneyho, vydané roku 2000. Nachází se zde nahrávky z let 1964, 1965, 1991 a 2000. Na několika částech alba se podíleli členové kapely The Beatles, jinde producent Youth či velšská rocková skupina Super Furry Animals. McCartney v té době se skupinou spolupracoval také na albu Rings Around the World

## Seznam skladeb
| Pořadí | Název                                                           | Délka |
| ------ | --------------------------------------------------------------- | ----- |
| 1.     | Plastic Beetle                                                  | 8:23  |
| 2.     | Peter Blake 2000                                                | 16:54 |
| 3.     | Real Gone Dub Made in Manifest in the Vortex of the Eternal Now | 16:37 |
| 4.     | Made Up                                                         | 12:58 |
| 5.     | Free Now                                                        | 3:29  |